# ماكسيم دوتوما
كان ماكسيم بيير جول دوتوما (13 أكتوبر 1867- 21 يناير 1929) رسامًا فرنسيًا ورسام تصاميم وصانع طبعات ورسامًا توضيحيًا وأحد أشهر مصممي المسارح والأزياء في عصره. بصفته فنانًا، كان دوتوما يحظى بتقدير كبير بين معاصريه وعُرضت أعماله على نطاق واسع داخل فرنسا وخارجها. كان مساهمًا دائمًا في معرض الإنطباعية والرمزية، وعضو لجنة مؤسس في صالون دوتون. في 1912، تلقى وسام جوقة الشرف لإسهاماته في الفن الفرنسي.
في خلال الجزء الأخير من حياته المهنية، يُذكر لأعماله في الإشراف على منصة وتصميم أزياء مسرح الفنون في أوبرا باريس. تظهر أعماله في العديد من المجموعات الوطنية المهمة، بما فيها مسرح أورسي، ومتحف هيرميتاج، والمعرض الوطني للفنون. تُحفظ مجموعة ضخمة من أعماله المتعلقة بالمسرح في مكتبة ومتحف الأوبرا في باريس. يُذكر دوتوما أيضًا لصداقته الوثيقة مع الفنان أونري دو تولوز لوتريك، وصهره إغناسيو زولوغا، وارتباطه بليز نابي وغيرهم من الكتاب والفنانين ما بعد الانطباعيين والرمزيين المهمين. توفي دوتوما في 1929 بعمر 61 ودُفن في مقبرة باسي بباريس.

## نشأته وتعليمه الرسمي
وُلد ماكسيم دوتوما في ضاحية جورج ليه غونيس الباريسية في 1867، وكان أكبر ستة أطفال، بينهم أربعة غير أشقاء. انحدرت عائلته من نسل طويل من الرسامين والطباعين من جهة، والمحامين من جهة أخرى. كان والده، جان ألبير دوتوما (1842- 1891)، محاميًا وسياسيًا باريسيًا مهمًا. ماتت والدته، لور إليزابيث أنتوانيت بيشيه، في عمر 27 في 1874. كانت زوجة أبيه، ماري لويس تييريه، من الطبقة الوسطى الثرية في بوردو.
في عام 1885، التقى دوتوما أوغوستين بولتو (1860- 1922) أول مرة، التي كانت أم جمعية الفنون الباريسية وزوجة سابقة للأديب والكاتب المسرحي البارز جول ريكارد (1848- 1903). صارت بولتو لاحقًا شخصية محورية في حياته إذ ساعدته على قيادة علاقة صعبة مع والده، ووجهت دفة حياته الأكاديمية وشجعت تطوره الفني. كل عام، كان دوتوما يأخذ استراحات طويلة في أملاك بولتو في ليري والبندقية، وهي رحلات ظهرت بارزة في فنه.

في 1887، تسجل دوتوما في كلية الفنون الزخرفية حيث درس لمدة وجيزة ثم فضل قضاء المزيد من وقته في متجر كتب روفو أنديباندانت، وهو نادٍ مفضل لدى الفنانين والكتّاب الشبان يديره إدوار دوجاردان. التقى فيه لوي أنكويتان وأونري دو تولوز لوتريك أول مرة. يقول ادعاء متكرر لكنه خاطئ إن علاقة دوتوما بتولوز لوتريك كانت علاقة أستاذ وتلميذ –على الأقل بالمعنى الرسمي للمصطلح- على الرغم من أن تجربتهما المشتركة واحترامهما المتبادل بصفتهما فنانين لا يمكن نكرانها. تأمل دوتوما في أعمال تولوز لوتريك في رسالة كتبها دوتوما عام 1898:
دائمًا ما يعطيني ما أراه من أعماله رغبة عارمة بالعمل. إن ما ينتجه هذا الصبي، الذي وإن كان لا يتمتع بالموهبة، فهو يتمتع ببعض العبقرية بكل تأكيد، يصيبني دائمًا بجَلدة سوط. كأن أحدًا ما أراني الطريق ودعاني دعوة مفاجئة إلى التقدم. لا تعطيني لوحات الأستاذ ذلك، بل تخدّرني معجبًا. نتجمد بعدها، ونيأس، ونشعر أننا مخذولون، أننا في سجن.
بسبب استيائه من تجاربه في مدرسة الفنون الزخرفية، بدأ دوتوما بتلقي إرشادات غير رسمية في ورشة العمل الخاصة بالأستاذ الشاب أونري جيرفيكس. في 1888، بدأ جيرفيكس وظيفته بصفته معلمًا في الأكاديمية الحرة في رو فيرنيكيه، وتقدم دوتوما وقُبل، ليكمل تعليمه الرسمي تحت إشراف جيرفيكس. في هذه الفترة، صار دوتوما صديق مقربًا لزميله في الدراسة لدى جيرفيكس وصهره المستقبلي إغناسيو زولوغا. عن طريق دوتوما، أمن زولوغا دخوله إلى الأوساط الفنية الفرنسية، وقدم زولوغا دوتوما بدوره إلى فنانين إسبانيين مهاجرين آخرين، بما فيهم ما يُسمى بالعصبة الكاتالونية: سانتياغو روزينيول، ورومان كاساس، وميكيل أوتريلو.
بدأت المرحلة النهائية من تعليم دوتوما الرسمي من 1891 فصاعدًا، حيث اتبع مسارًا أكثر تنوعًا في أكاديمية دو لا باليت، في 104 بوليفار دو كليشي، مونمارتر، تحت إشراف أونري جيرفيكس وبوفيس دو شافان، وأوجين كارييه. لعبت رعاية كارييه دورًا مهمًا في التطور المبكر لفن دوتوما، وصار لاحقًا صديقًا مقربًا للفنان وعائلته.

## فنه
يدين أسلوب دوتوما الأول بمعظمه إلى تأثير كارييه وديغا، بينما مالت أعماله اللاحقة أكثر ناحية تولوز لوتريك وأنكويتان وفوران. زعم دوتوما أن إلهامه كان مستقًى من فناني الأجيال الأقدم، ولا سيما غويا وديلاكروا ومانيه، لكن تفرّد أسلوبه ضمِن أنه «لم يكن ليتأثر في عمله بطرائق وأفكار إلا طرائقه وأفكاره». في 1905، أثنى الناقد المؤثر لوي فوسيل على دوتوما قائلًا إنه «مراقب ألمعي وثاقب» التقط مواضيعه «باتزان شديد».
أنجز رسومات قوية وبعض اللوحات الزيتية القليلة التي تظهر صورًا شخصية ومشاهد مقاهٍ ومناظر طبيعية حضرية لإيطاليا وإسبانيا. عمل بصورة أساسية بضربات عريضة بألوان كونته والجرافيت والفحم والباستيل، وغالبًا ما كان يحسنها بالألوان المائية والاستخدام الرائع لفرشاة الترشيش، والرذاذ ورشات الجواش التي تذكرنا بمطبوعات لوتريك الحجرية. من نهاية تسعينيات القرن التاسع عشر، بدأ يستلهم من الطبعات اليابانية –قائلًا إنه تعرف عليها عبر تولوز لوتريك- وطور أسلوب جريئًا في النقش على الخشب والذي كان مناسبًا لاستنساخ القطع الخشبية.
مثل العديد من معاصريه، استكشف دوتوما في مختلف الأوساط الفنية، بما في ذلك الرسومات التوضيحية في الكتب والملصقات وصناعة الطبعات. بحلول عام 1895، كان يصمم برامج لمسرح دو لوفر الخاص لونيه بو ويعرض ويروج لملصقات رفقة صانعي طبعات مثل إدوار أنكور وأوجين فيرنو وأوغوست كلوت. بينما نقش رسوماته ليون بيشون وإميل غاسبريني، رسم رسومات توضيحية لما يقترب من ثلاثين كتابًا لعديد من الكتاب البارزين بما فيهم موريس دوني وأوكتاف ميربو.
أدخل دوتوما موديلات من داخل دائرته الاجتماعية، وكذلك شخصيات عادية غيرها من الحياة الحضرية، باحثًا عن غرائب المناظر التي تخون الواجهات الاجتماعية لنهاية القرن. بعد أن قطع العلاقات مع مظاهره البرجوازية خلال انتقاله إلى مونمارتر في 1891، سار دوتوما على خطى معلميه الجائعين لإيجاد تعبير حقيقي عن الحالة الإنسانية وسط النضالات اليومية لفقراء المدن. قال ديغا مازحًا: «جميع شخصياته من الأوغاد». عاش اثنان من هؤلاء ’الأوغاد‘ حياة مميزة لاحقًا، ومردّ ذلك بصورة كبيرة إلى انخراطهم مع دوتوما. ثم نشأت علاقة غرامية بين الموديل سوزان ديسبريه ودوتوما في يونيو 1894، وظلت تظهر في لوحاته لبضع سنوات، ثم صارت لاحقًا ممثلة شهيرة وزوجة للمخرج المسرحي لونيه بو.